# Пиздри (гміна)
Гміна Пиздри (пол. Gmina Pyzdry) — місько-сільська гміна у північно-західній Польщі. Належить до Вжесінського повіту Великопольського воєводства.
Станом на 31 грудня 2011 у гміні проживало 7281 особа.

## Територія
Згідно з даними за 2007 рік площа гміни становила 137.90 км², у тому числі:
- орні землі: 62.00%
- ліси: 30.00%

Таким чином, площа гміни становить 19.58% площі повіту.

## Населення
Станом на 31 грудня 2011:
| Опис     | Загалом | Загалом | Чоловіки | Чоловіки | Жінки | Жінки |
| -------- | ------- | ------- | -------- | -------- | ----- | ----- |
| одиниця  | осіб    | %       | осіб     | %        | осіб  | %     |
| все      | 7281    | 100     | 3592     | 49.33    | 3689  | 50.67 |
| міське   | 3270    | 100     | 1580     | 48.32    | 1690  | 51.68 |
| сільське | 4011    | 100     | 2012     | 50.16    | 1999  | 49.84 |

## Сусідні гміни
Гміна Пиздри межує з такими гмінами: Ґізалкі, Жеркув, Заґурув, Колачково, Льондек.